# پاراقشلاق
پاراقشلاق روستایی است که در استان اردبیل، شهرستان پارس‌آباد، بخش مرکزی، دهستان ساوالان قرار دارد. مردم این روستا از طایفه های هومونلو و بیگدلو هستند. رییس شورای روستا جناب آقای ناصر عابدی هستند؛ و اعضای شورای روستا یونس معصومی و بابک کاظمی هستند.

## جمعیت
بر اساس سرشماری سال ۱۳۸۵ جمعیت این روستا ۵۱۱ نفر با ۱۰۶ خانوار بوده‌است.